# 대구 FC 2016 시즌
대구 FC 2016 시즌은 대구 FC가 K리그 챌린지에서 치른 2016년 시즌이다.

## 선수단
- GK : 이양종, 송영민
- DF : 홍정운, 오광진, 김우석, 신희재, 정우재, 박세진
- MF : 우상호, 데이비드, 박한빈, 김현수, 이재권
- FW : 세징야, 최정한, 한재웅, 노병준, 파울로, 에델, 알렉스